# Tealianthus
Tealianthus is een geslacht van zeeanemonen uit de familie van de Actiniidae.

## Soort
- Tealianthus pachydermus of Tealianthus pachyderma  (Pax, 1922)